# Lauginger

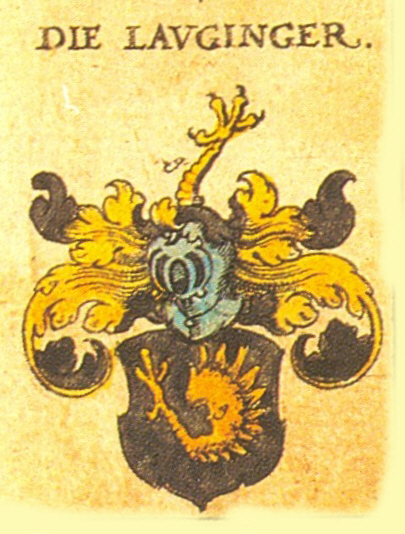
Wappen der Lauginger in Siebmachers Wappenbuch

Die Lauginger, auch Lauinger, waren ein altes adliges Patriziergeschlecht aus Augsburg, Nördlingen und Donauwörth das 1746 erloschen ist. Im 15. Jahrhundert kam die Familie durch den Importhandel mit Baumwolle, Leinwand und Barchent zu Reichtum. Der Zusammenbruch der Handelsgesellschaft von Martin Lauginger gipfelte um 1465 in einem Gerichtsprozess. Mehrere Mitglieder bekleideten in Augsburg das Amt des Stadtpflegers, andere traten in den geistlichen Stand. Noch im 17. Jahrhundert verloren die Lauginger ihre Position weitgehend. 

## Geschichte

### Anfänge
Die genealogischen Zusammenhänge der älteren Lauginger sind weitgehend ungeklärt. Es wird angenommen, dass Ulm deren Herkunftsort war und sie erst von dort aus im 13. Jahrhundert nach Donauwörth, Augsburg und später nach Nördlingen gekommen sind. Der Stadtpfleger Paul von Stetten berichtete von einem legendären Ritter Dietrich von Laugingen, der 936 bis 948 in Erscheinung trat. Namensträger sind in Augsburg erst seit dem Ende des 13. Jahrhunderts nachweisbar. Von 1283 bis 1295 war Ulrich von Lauginger Stadtpfleger und 1295 ein Marquard Lauginger Augsburger Ratsherr. 1309 erscheint ein Marquard von Laugingen 1309 als Stadtpfleger. Heinrich Lauginger diente seit 1298 als Probst des Augsburger Klosters Heilig Kreuz. 1348 lebte ein Heinrich Lauginger in Donauwörth. Auch nach der Regimentsänderung von 1369 zählten die Lauginger zu den Augsburger Geschlechtern, sollen sich aber später unter die Zünfte begeben haben. Am 5. März 1378 verkaufte der Augsburger Bürger Hans der Lauginger drei Hofstätten in Eppisburg an die Priorin Elisabeth von Argan und das Konvent des Augsburger Klosters St. Katharina sowie 1399 Ott Lauginger ein Waldstück für einen Kaufpreis von 800 fl. an das Kartäuser-Kloster Christgarten. Der Geistliche Johannes Lauginger II. († 1403), Abt des Klosters St. Mang in Füssen und darauf seit 1398 Abt des Benediktinerklosters St. Ulrich und Afra in Augsburg, führte nach seinem Grabstein bereits als Wappen in Schwarz einen goldenen Hahnenfuß. Als sein Geburtsort ist in einem auf Latein verfasstem Text Wörth, daher Donauwörth, angegeben: Joannes Lauginger de oppido Werd natus, qui.

### Nördlingen

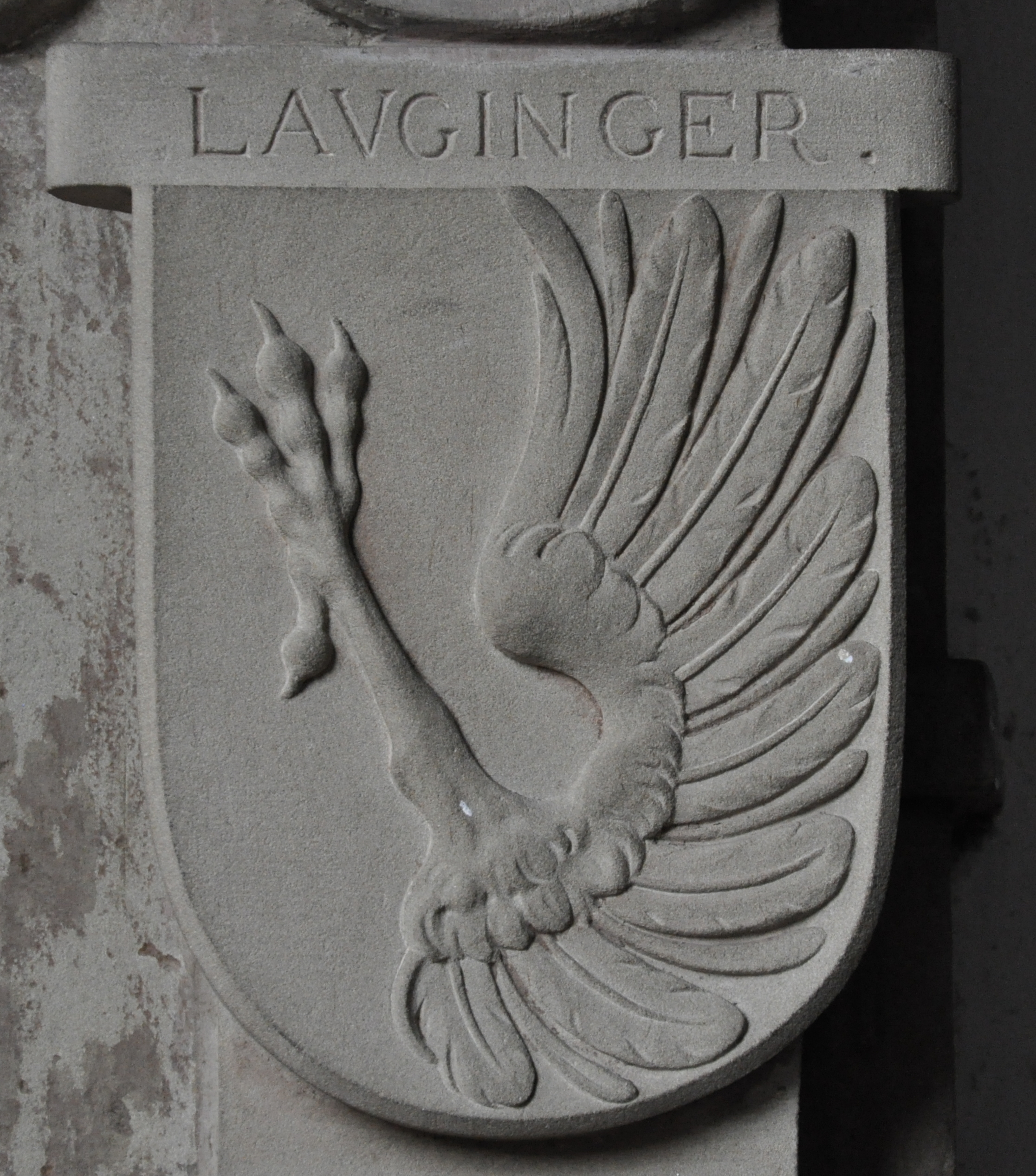
Wappen der Lauginger an einem Epitaph im Ulmer Münster

Die jüngeren Lauginger gehen auf den Nördlinger Kaufmann Hans Lauginger († 1425 in Augsburg) zurück. Paul von Stetten gab an das die Augsburger Lauginger Donauwörth als ihren Herkunftsort ansahen und eine Verwandtschaft zu den Nördlinger Lauginger bestritten. Durch den Import und Fernhandel mit Baumwolle, Leinwand und Barchent hatten seine Söhne Hans († 1445 in Augsburg) und Narziss Lauginger († 1444 in Nördlingen) ein beträchtliches Vermögen angeeignet. Die von Narziss Lauginger gegründete Nördlinger Linie ist dort in vierter Generation erloschen. 1441 stiftete Clara Mangold geb. Lauginger zwei Tagwerk Wiesen zur Unterhaltung eines Messpriesters für sich und ihre Familie. Narziss Lauginger wurde 1430 Ratsherr und 1440 Bürgermeister von Nördlingen. 1537 gründete der Sohn von Narziss, Hans Lauginger († 1511), 1469 bis 1491 im Rat, in Nördlingen ein Hospital. Dessen Sohn Hans Lauginger kam 1530 in den Rat und wurde 1535 Bürgermeister, darauf Spitalmeister. Später begab sich die Familie unter die Zünfte. Als letzter Lauginger in Nördlingen war der Kramer Johann Kaspar Lauginger von 1703 bis 1711 Aufwärter. Sein Sohn David Christoph Lauginger wurde Gardesoldat in Augsburg. Im Nekrolog der Barfüßer steht über diese Familie: Gedenket des Erbarn Mans Otten Lauwingers des alten, Elspeten seiner Hausfraw, Hansen seines Suns, Elizabeth und Majin zweyer seiner Hasfraw, Barbara Hoserin seiner Tochter, Oswald Lawinger, Ana seiner Hausfraw, Hansen Lawinger von Augsburg, Elizebet und Barbara zweyer seiner Hausfrawen, Ursulla und Affra seiner Hausfraw, Hansen Ursulla, und Junkfraw Margret, seiner Kinder, und Clara Mangoltin sein Schwester. B der Erbarn Fr. Elsbet Laugingerin geborn Eynriedin von Bedicam.

### Augsburg

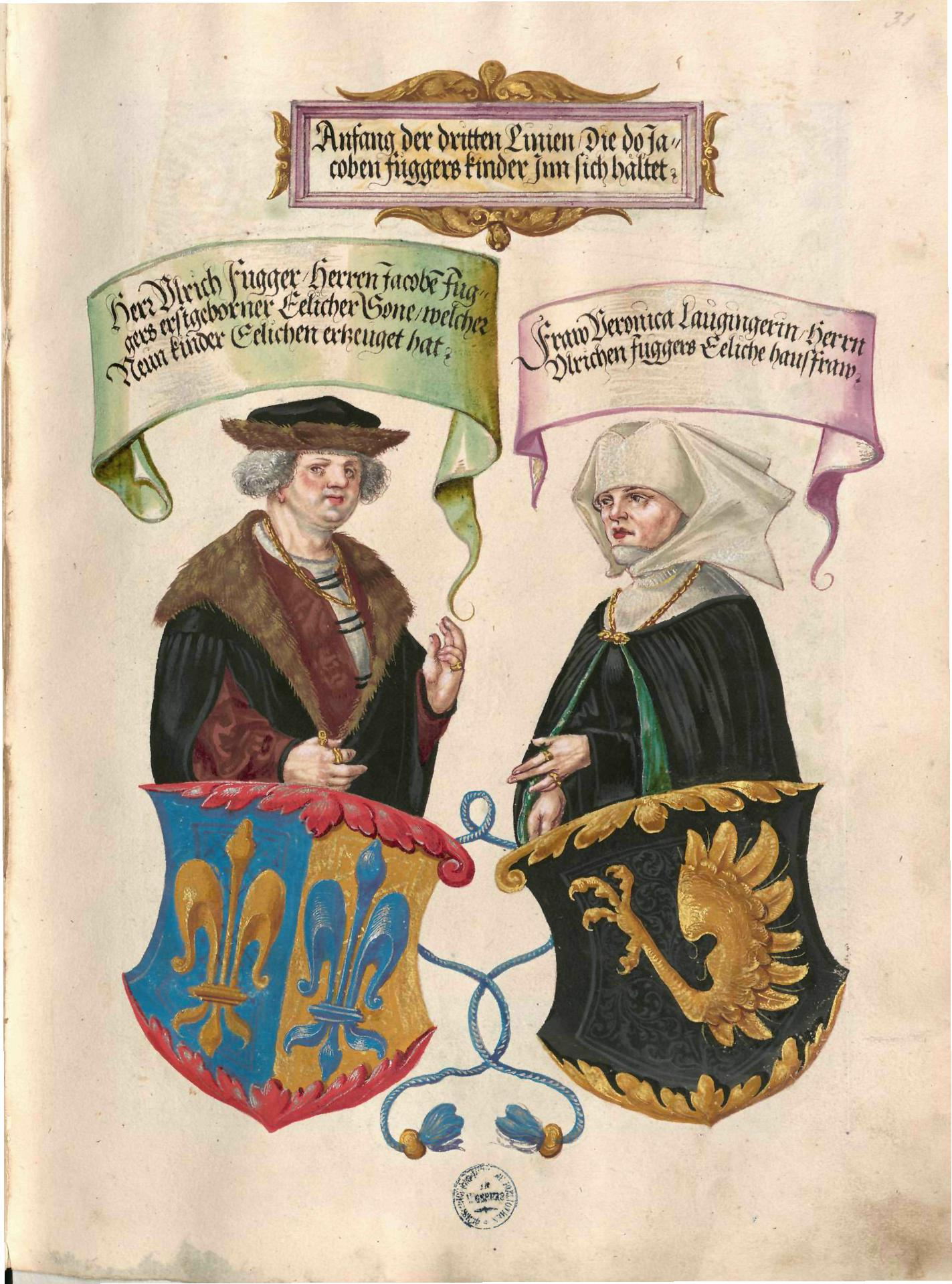
Portrait- und Wappendarstellung Ulrich Fugger und Veronica Lauginger aus dem Ehrenbuch der Fugger

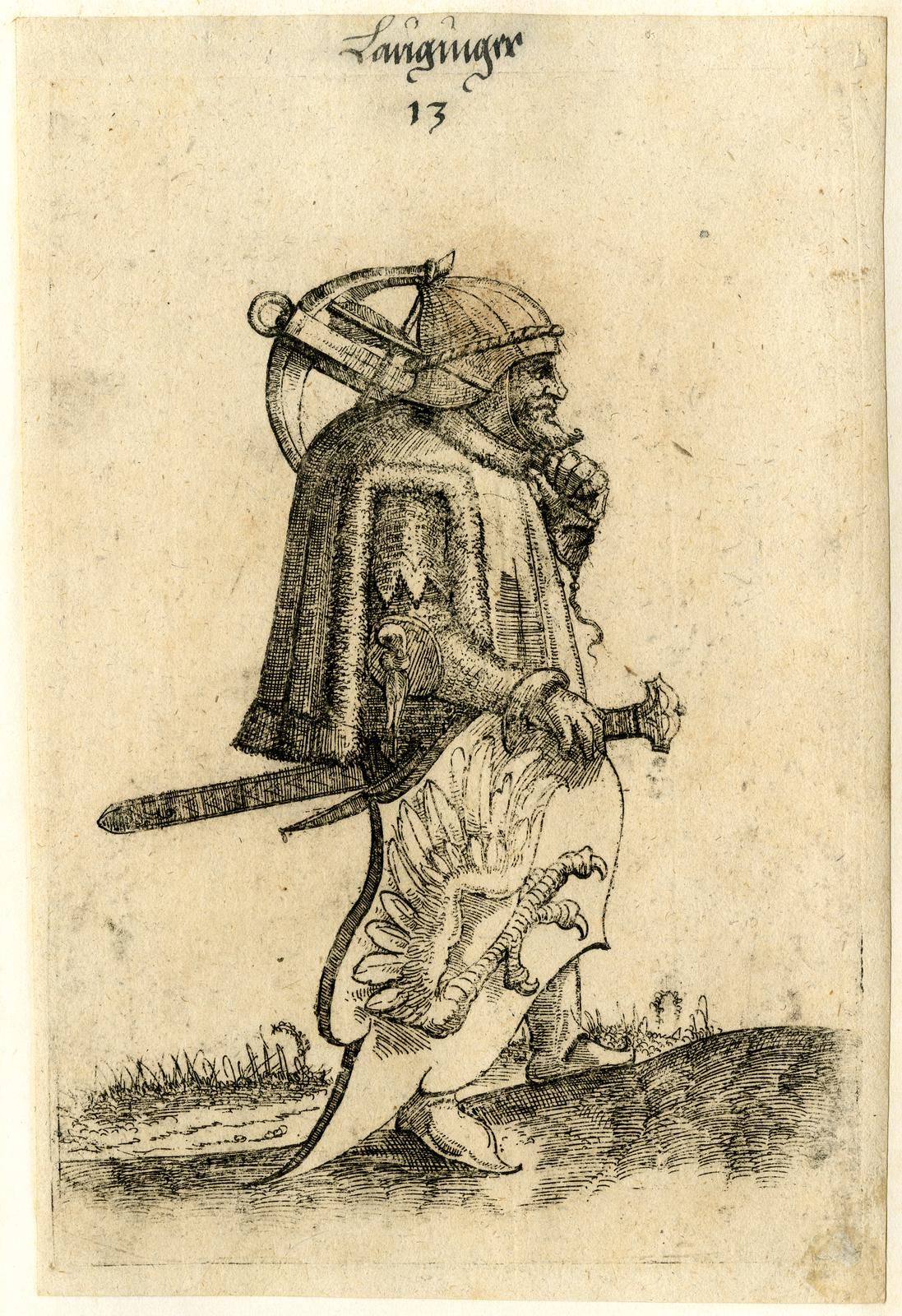
Die Lauginger im Augsburger Geschlechterbuch von Hans Burgkmair den Jüngeren, 1545/47

In seinem Testament vermachte Hans Lauginger († 1445) seiner Witwe Barbara 13.000 Florin. Zu seinen Kindern zählen Anton und Hans Lauginger, letzterer gab 1455 sein Bürgerrecht auf. 1452 heiratete die Tochter von Hans, Elisabeth Lauginger Erhard Vöhlin († 1484). 1453 stiftete Hans Lauginger in der Dominikanerkirche eine Begräbniskapelle sowie zur gleichen Zeit in der Kirche St. Anna nach dem Vorbild des Heiligen Grabes in Jerusalem eine weitere Kapelle und bestimmte sie zum Erbbegräbnis für sich und seine männliche Nachkommenschaft. 1492 wechselte die Kapelle in den Besitz von Georg Regel, der aus Donauwörth stammte und seit 1491 mit Barbara Lauginger verheiratet war.[1] Nach dem Konkurs der Lauginger-Gesellschaft, einem Einfuhrunternehmen von Baumwolle aus Venedig, verwendete sich der Doge Cristoforo Moro am 14. Juli 1465 bei den Gläubigern des geflüchteten Martin Laugingers. In Ulm begann darauf ein Gerichtsprozess, der bis 1486 andauerte. 1479 heiratete Veronika Lauginger († 1507), Tochter des Salzfertiges Johann Otto Lauginger († 1488) und Enkelin von Hans Lauginger, Ulrich Fugger den Älteren von der Lilie. Aus der Ehe ging u. a. der Sohn Ulrich Fugger der Jüngere hervor. 1480 schlossen sich Leonhard Lauginger und Bernhard Rehlinger zu einer Handelsgesellschaft zusammen. 1498 waren die Söhne von Anton, Narziss Lauginger Faktor der Welser in Lyon und Anton Lauginger Faktor der Welser in Mailand sowie Hans Laugingers gleichnamiger Sohn 1494 Faktor der Welser in Venedig.[2] In den 1530er Jahren erreichte der Reichtum und Einfluss der Lauginger ihren vorläufigen Höhepunkt.[3] 1538 wurde die Familie in den Augsburger Patrizierstand erhoben. Hans Lauginger († 1550) gab sein Bürgerrecht auf und war Gründer der bayerischen Linie die mit seinem Sohn Jeremias Lauginger Landrichter in Landsberg und Starnberg sowie von 1574 bis 1580 Rentmeister des Rentamtes München ausstarb. Ende des 16. Jahrhunderts fungierte Otto Lauginger († 1593) als Stadtpfleger bzw. Bürgermeister.[4] Noch im 17. Jahrhundert verloren die Lauginger ihre Stellung und Reichtum weitgehend. Zu einer in Danzig ansässigen Linie gehörte der Kaufmann Johann Lauginger († 1708). Die Familie ist in Augsburg mit dem hochbetagten Hieronymus Lauginger († 1746), über den sonst nichts weiter bekannt ist, erloschen.

## Besitzungen
Die Lauginger besaßen u. a. das Gut Schloss Wellenburg bei Augsburg und die bayerische Hofmark Schönleiten bei Aichach. Leonhard Lauginger war 1467 Besitzer des abgegangenen Gutes Schloss Radau (seit 1808 Teil von Göggingen). 1505 verkaufte Anton Lauginger d. Ä., in seinem und seiner Söhne Namen Narziss und Anton das lehenrührige Schloss Wellenburg samt Gericht, und allem Zubehör für 4500 Gulden an Kaiser Maximilian I. Hans Lauginger besaß die bayerische Hofmark Adelshofen, die er 1580 aus Geldnöten an Hans Fugger veräußerte.

## Wappen
- Stammwappen: Auf schwarzem Schild ein goldener Flügel mit nach oben gerichteter Adlerklaue oder Hahnenfuß.